# Аксональное наведение

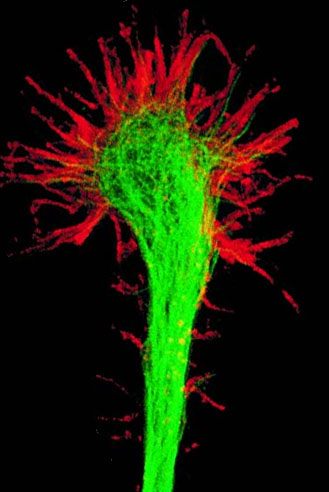
Конус роста на конце растущего аксона «чувствует» молекулярные сигналы, влияющие на выбор направления.

Аксональное наведение, аксональный поиск пути (англ. Axon guidance, axon pathfinding) — сложный процесс роста аксона к своей цели, зависящий от множества факторов. В период развития нервной системы аксоны преодолевают большие расстояния, с исключительной точностью достигая определённых частей других клеток, формируя сложную архитектуру связей. Изучение взаимодействий, влияющих на выбор пути, важно для лучшего понимания того, как строится мозг, что могло определить его эволюцию, какие факторы способствуют развитию патологий.

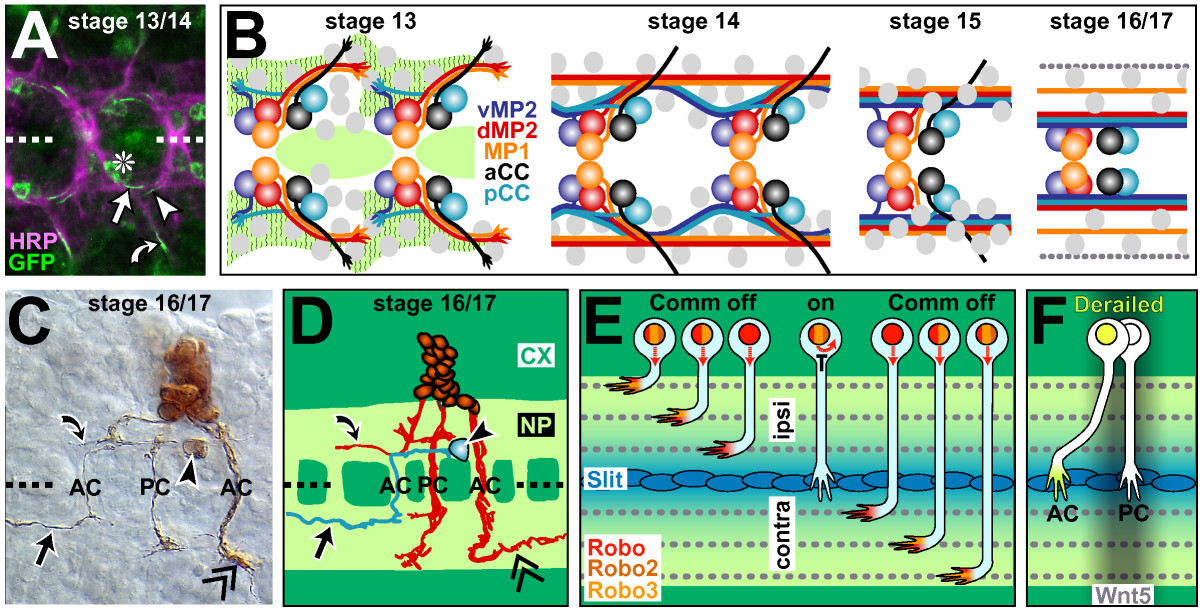
Механизмы аксонального наведения в вентральном нервном тяже эмбриона дрозофилы. Из статьи Sanchez-Soriano et al., 2007

Обнаружены и исследуются несколько классов сигнальных молекул, участвующих в выборе пути:
- Нетрины
- Эфрины и Eph-рецепторы
- Семафорины
- Рецепторы: плексины, интегрины, нейропилины;
- Участники сигнальной цепочки: CRMP-семейство (CRMP1, CRMP2, CRMP3, CRMP4, CRMP5)